# Édouard Boulanger
Pour les articles homonymes, voir Boulanger (homonymie).
Édouard Boulanger est un copilote français de rallye-raid né le 4 mai 1979 à Nancy (Meurthe-et-Moselle). Il est vainqueur en catégorie auto du Rallye Dakar 2021 en tant que copilote de Stéphane Peterhansel.

## Biographie
Édouard Boulanger est né à Nancy, a grandi à Verdun et réside du côté de Vevey en Suisse depuis 2020.
Il devient sept fois champion de France d’aviron dans les catégories jeunes, entre 1995 et 2001.
Il réalise des études d'ingénieur au sein de l'École nationale d'ingénieurs de Metz entre 1999 et 2004. Il recevra d'ailleurs le prix de l'ingénieur ENIM 2024 pour son parcours professionnel et sportif.
En 2011, en finissant cinquième en moto du Rallye des Pharaons, il remporte le Dakar challenge, lui donnant l’opportunité de participer gratuitement à son premier Rallye Dakar en 2012.

## Palmarès

### Résultats au Rallye Dakar
| Année | Catégorie | Constructeur     | Position        | Victoires d'étape | Pilote               |
| ----- | --------- | ---------------- | --------------- | ----------------- | -------------------- |
| 2012  | Moto      | Aprilia          | Abd.            | -                 |                      |
| 2015  | Auto      | Overdrive Toyota | Abd.            | -                 | Geoffrey Olholm      |
| 2021  | Auto      | Mini             | 1er             | 1                 | Stéphane Peterhansel |
| 2022  | Auto      | Team Audi Sport  | 59e             | 1                 | Stéphane Peterhansel |
| 2023  | Auto      | Team Audi Sport  | Abd. (6e étape) | -                 | Stéphane Peterhansel |
| 2024  | Auto      | Team Audi Sport  | 30e             | 1                 | Stéphane Peterhansel |

### Autres résultats
En moto:
- Rallye du Maroc 2010 : 9e
- Rallye des Pharaons 2011 : 5e

En auto,:
- Baja de Pologne 2020 : vainqueur en tant que copilote de Stéphane Peterhansel
- Abu Dhabi Desert Challenge 2022 : vainqueur en tant que copilote de Stéphane Peterhansel
- Abu Dhabi Desert Challenge 2024 : vainqueur en tant que copilote de Nasser al-Attiyah
- Desafío Ruta 40 2024 : 2e en tant que copilote de Nasser al-Attiyah
- BP Ultimate Rally-Raid Portugal 2024 : vainqueur en tant que copilote de Nasser al-Attiyah
- Rallye du Maroc 2024 : vainqueur en tant que copilote de Nasser al-Attiyah[6]